# إنيدي (إقليم)
إقليم إنيدي إقليم سابق من أقاليم تشاد، أُنشئ في عام 2008م من قسم إنيدي الشرقية وإنيدي الغربية في منطقة بركو-إنيدي-تبستي السابقة. كانت فادا عاصمة إقليم إنيدي. في عام 2012م قُسّم إلى منطقتين جديدتين: إقليم إنيدي الشرقية وإقليم إنيدي الغربية

## التركيبة السكانية
حسب تعداد عام 2009م، بلغ عدد سكان المنطقة 606 173 نسمة، 45.20 في المائة من الإناث. متوسط حجم الأسرة اعتبارًا من عام 2009م هو 5.90: 5.90 في الأسر الريفية و5.40 في المناطق الحضرية. وبلغ العدد الإجمالي للأسر 24784 أسرة: 23977 في المناطق الريفية و807 في المناطق الحضرية. وبلغ عدد البدو في المنطقة 27759 بنسبة 7.20 في المائة من مجموع السكان. كان هناك 146،913 شخصًا يقيمون في منازل خاصة. كان هناك 70730 فوق سن 18 سنة: 38.011 ذكر و 32719 أنثى. وبلغت نسبة الجنس 121.00 أنثى لكل مائة ذكر. كان هناك 145847 موظفًا مستقلاً، 1.40 من السكان.

## الإدارة

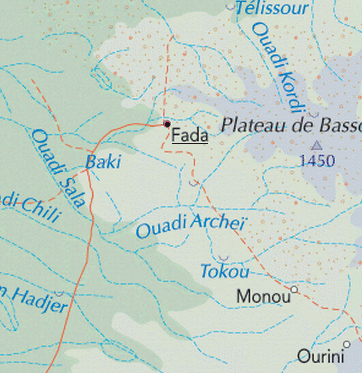
موقع العاصمه فادا

قُسّم إقليم إنيدي إلى قسمين، منطقة إيندي (عاصمتها فادا) ووادي حوار (عاصمتها أمجراس). نالت تشاد استقلالها عام 1961م عن الإمبراطورية الاستعمارية الفرنسية. بسبب عدم الاستقرار السياسي والحروب الأهلية المحلية التي أعقبت ذلك، استمرت ديمقراطية الحزب الواحد حتى عام 1991 ، بينما سُمح للأحزاب الأخرى أيضًا. تقع جميع السلطات مركزياً في يد الرئيس. كجزء من اللامركزية في فبراير 2003، قُسّمت البلاد إداريًا إلى مناطق وإدارات وبلديات ومجتمعات ريفية. أعيد تعيين المحافظات التي كان عددها في الأصل 14 في 17 منطقة. تدار المناطق من قبل حكام يعينهم الرئيس. ولا يزال رؤساء البلديات، الذين كانوا في الأصل يتحملون مسؤولية المحافظين الأربعة عشر، يحتفظون بالألقاب وكانوا مسؤولين عن إدارة الإدارات الأصغر في كل منطقة. يُنتَخب أعضاء المجالس المحلية كل ست سنوات، بينما تُنتخب الأجهزة التنفيذية كل ثلاث سنوات. اعتبارًا من عام 2016م، هناك 23 منطقة في تشاد.
في عام 2012 قسم إقليم إنيدي إلى منطقتين جديدتين: أصبحت منطقة وادي حوار إقليم إنيدي الشرقية وأصبحت منطقة إنيدي إقليمإنيدي الغربية.